# Corregimiento de Coquimbo
El corregimiento de Coquimbo fue una división territorial dentro de la Capitanía General de Chile.

## Historia
Fue creado debido a la fundación de la Ciudad de San Bartolomé de La Serena en (1544), refundada en 1549, por esta razón se le llamó durante gran parte de la colonia como corregimiento de La Serena. Originalmente limitaba hacia el norte con el virreinato del Perú, al oriente con el corregimiento de Cuyo, al sur con el corregimiento de Santiago (valle del Choapa) y al poniente con el Océano Pacífico. Luego, con la creación de la villa de San Francisco de la Selva (Copiapó) en 1744, pierde parte de su territorio, el cual pasa a formar parte del corregimiento de Copiapó. 
Hacia mediados del siglo XVIII, el corregimiento definitivamente toma el nombre regional de Coquimbo (véase Wamani).
En 1786, producto de las reformas borbónicas, se aplicó en Chile el régimen de intendencias, por lo cual el corregimiento fue transformando en un partido dentro de la Intendencia de Santiago.

## Organización
El corregimiento estaba a cargo de un corregidor, quién presidía el Cabildo de La Serena y posteriormente las nacientes villas.

### Distritos
En 1778 el corregimiento de Coquimbo se dividía en 7 distritos, cada uno con cabecera en un curato o parroquia. Eran los siguientes:
- La Serena
- Cutún
- Elqui
- Andacollo
- Sotaquí
- Limarí
- Combarbalá

## Demografía
Según el padrón realizado en 1778, el corregimiento tenía una población de 19 583 habitantes, de los cuales 8325 eran españoles, 5467 mestizos, 2598 indígenas y 3463 negros o mulatos.